# Hundred (Virginia Occidentale)
Hundred è un comune degli Stati Uniti d'America, situato nello Stato della Virginia Occidentale, nella Contea di Wetzel.